# إيفرنيا خوخية
الإفرينيا الخوخية هو كائن حي من الأشنيات، ينمو على جذوع اشجار البلوط. من الأسماء المحلية : الرقيطة ( الجزائر).

## الوصف النباتي
ككل الأشنيات يتكون هذا الكائن الحي المركب من فطر وطحلب. لونه مزرق وهو على شكل اشرطة كثيرة التفرع.

## الموطن الأصلي والانتشار
ينتشر هذا النبات في المناطق المطلة على البحر الأبيض المتوسط. وتشتهر به دول البلقان، خاصة بلغاريا ومقدونيا.

## الاستعمال
يستعمل النبات في العطارة حيث تستخرج منه زيوت عطرية تستعمل عادة في العطور الرجالية. كما يستعمل كتابل في الطبخ في بلدان المغرب العربي. حيث يعطي نكهة خاصة للأطعمة.

## وصلات خارجية
- الموسوعة العربية
- Catalogue of Life - Evernia prunastri (L.)Ach[وصلة مكسورة]
- ITIS-190662-Evernia prunastri (L.) Ach
- المركز الوطني الأمريكي لمعلومات التكنولوجيا الحيوية (NCBI)